# Copa de la Reina de vóley playa
La Copa de la Reina de vóley playa es la segunda competición española en importancia en el voleibol de playa tras el Campeonato de España de Vóley Playa. La competición se inicia en el 2018 en el marco del Circuito Nacional de Vóley Playa (CNVP) y desde entonces ha sido una fija en el calendario de esta disciplina en España. Una prueba que recibe la categoría de 'Tres Estrellas'.

## Historia
La primera Copa de España
El torneo surge en el verano de 2018 bajo el nombre de 'Copa de España' y su disputa se lleva a cabo por primera vez en la playa del Inglés de Maspalomas. Un enclave donde de por sí se respira voleibol y que durante unos días fue la sede de este novedoso torneo que busca recoger un poco la tradición que tiene en el voleibol.
Del reconocimiento de la Copa de la Reina al crecimiento
Tras un año, en 2019, fue la primera vez que la Casa Real dio nombre a esta competición homologada ya como 'Copa del Rey', momento que aprovechó para empezar a asentarse en el calendario y poder así crecer dentro del CNVP con la importancia que merece. Una edición tras la que se tuvo que detener la competición por la Pandemia de COVID-19 y que se iba a reanudar con el cambio de sede anunciándose las siguientes tres ediciones en Ciudadela. Una ciudad a la que después le sucedería Madrid, hasta encontrar un próximo destino más duradero y también con un contrato para tres ediciones, como fue el que obtuvo la ciudad de Marbella.

## Ediciones
| Edición          | Año              | Campeón                      | Resultado                 | Subcampeón                      | Parciales                 | Lugar                     | Ref.                      |
| Copa de la Reina | Copa de la Reina | Copa de la Reina             | Copa de la Reina          | Copa de la Reina                | Copa de la Reina          | Copa de la Reina          | Copa de la Reina          |
| ---------------- | ---------------- | ---------------------------- | ------------------------- | ------------------------------- | ------------------------- | ------------------------- | ------------------------- |
| 1.ª              | 2018             | Belén Carro Paula Soria      | 2 - 1                     | Catalina Pol Olga Matveeva      | 21-18, 21-17              | Maspalomas                | [ 1 ]                     |
| 2.ª              | 2019             | Daniela Álvarez Tania Moreno | 2 - 1                     | Núria Bouza Erika Kliokmanaite  | 21-19, 12-21, 15-13       | Maspalomas                | [ 2 ]                     |
| 3.ª              | 2020             | Supendido por el COVID-19    | Supendido por el COVID-19 | Supendido por el COVID-19       | Supendido por el COVID-19 | Supendido por el COVID-19 | Supendido por el COVID-19 |
| 4.ª              | 2021             | Daniela Álvarez Tania Moreno | 2 - 0                     | Nazaret Florian Núria Bouza     | 21-7, 21-15               | Ciudadela                 | [ 3 ]                     |
| 5.ª              | 2022             | Belén Carro Ángela Lobato    | 2 - 0                     | Kadri Puri Erika Kliokmanaite   | 21-19, 21-13              | Ciudadela                 | [ 4 ]                     |
| 6.ª              | 2023             | Belén Carro Ángela Lobato    | 2 - 0                     | Sofía González Sol Guidarelli   | 21-17, 21-18              | Ciudadela                 | [ 5 ]                     |
| 7.ª              | 2024             | Belén Carro Sofía González   | 2 - 0                     | Nazaret Florian Marta Carro     | 21-11, 21-17              | Madrid                    | [ 6 ]                     |
| 8.ª              | 2025             | Marta Carro Sofía González   | 2 - 1                     | Nazaret Florian Adriana Serrano | 21-17, 15-21, 18-16       | Marbella                  | [ 7 ]                     |

## Palmarés
En las siete ediciones que se han disputado hasta el momento, ha habido hasta seis jugadoras diferentes que se han coronado como campeonas de la Copa de la Reina de Vóley Playa:
| Jugador         | Títulos | Años                   |
| --------------- | ------- | ---------------------- |
| Belén Carro     | 4       | 2018, 2022, 2023, 2024 |
| Daniela Álvarez | 2       | 2019, 2021             |
| Tania Moreno    | 2       | 2019, 2021             |
| Ángela Lobato   | 2       | 2022, 2023             |
| Sofía González  | 2       | 2024, 2025             |
| Paula Soria     | 1       | 2018                   |
| Marta Carro     | 1       | 2025                   |